# Гималайский сурок
Гимала́йский, или тибе́тский суро́к (лат. Marmota himalayana) — вид грызунов, обитающий в районе Гималаев от верхней границы леса до снеговой линии. Они водятся на равнинах Деосай в Пакистане и Ладакх в индийском Кашмире. Достигают размера с крупную кошку и живут колониями. Marmota himalayana имеет темную шоколадно-коричневую окраску с контрастными жёлтыми пятнами на морде и груди. Главное отличие гималайского сурка от других видов сурков в очень высокой нижней границе его распространения (до 3000 метров).

## Описание
Длина тела половозрелых особей составляет 45—67 см, а длина хвоста 12—15 см. Вес колеблется от 4000 до 9200 г; он заметно увеличивается к осени. Телосложение приземистое и мускулистое. Половой диморфизм в окраске и размерах отсутствует. Во рту 22 зуба. Уши округлые и короткие в сравнении с другими видами сурков, смещены к задней части головы; их длина не превышает 23—30 мм. Окрас спины варьирует от жёлтого до коричневого. Подпушек желтоватый. По всему туловищу и особенно на морде расположены неровные черные или черновато-коричневые пятна. Брюшная сторона охристо-желтая или красновато-коричневая. Пальцы на лапах вооружены крепкими когтями; они идеально подходят для рытья земли. Продолжительность жизни гималайского сурка в дикой природе около 15 лет.

## «Муравьи, роющие золото» Геродота
Исследование французского этнолога Мишеля Песселя позволяет предполагать, что история о добывающих золото муравьях, описанная греческим историком Геродотом, который жил в пятом веке до нашей эры, могла быть основана на золотых гималайских сурках плато Деосай и привычке местных племён, таких как минаро, собирать золотую пыль, добытую из их нор.